# بریتنی: سلطه
بریتنی: سلطه دومین برنامه کنسرت اقامت توسط خواننده آمریکایی، بریتنی اسپیرز بود که در پارک تئاتر واقع در هتل پارک MGM و کازینو در لاس وگاس، نوادا برنامه‌ریزی شده بود.

## عملکرد تجاری
پس از یک هفته فروش بلیط به عموم مردم، نیمی از بلیط‌های موجود ماه اول کنسرت فروخته شد.

## تعویق
در ۴ ژانویه سال ۲۰۱۹، اسپیرز اقامتگاه را تا اطلاع ثانوی کنسل و دلیل آن را بیماری و بهبود پدرش عنوان کرد. طبق گفته تیم وی، پدرش اخیراً دچار پارگی روده بزرگ شده‌است و در حال حاضر پس از طی یک دوره طولانی در بیمارستان در حال بهبودی در خانه است. تیم وی همچنین اعلام کرد که اسپیرز با وقفه کاری نامعلوم روبرو خواهد شد و همه فعالیت‌ها و تعهدات را به حالت تعلیق درمی‌آورد تا بتواند اوقات خود را با خانواده اش بگذراند.

## لیست مجموعه
بعد از اعلام وقفه، به گفته تیم برگزار این نمایش " حفاظتی بیش از حد " و " حق مخصوص من " در ابتدا قرار بود در این نمایش اجرا شوند. سایر ترانه‌ها در فیلم‌های تمرین نمایش داده شدند، از جمله " من برده تو هستم "، "میخوی بری؟ "، " سر حرف را باز کن"، " جیغ و داد " و "Coupure Électrique".